# 比重计
比重计是用来测量液体的比重的装置。
比重计通常用玻璃制作，上部是细长的玻璃管，玻璃管上标有刻度，下部较粗，里面放了汞或铅等重物，使它能够竖直地漂浮在水面上。测量时，将待测液体倒入一个较高的容器，再将比重计放入液体中。比重计下沉到一定高度后呈漂浮状态。在此时的液面的位置在玻璃管上所对应的刻度就是该液体的比重。

## 原理
比重计利用了阿基米德原理：漂浮的固体所受到的浮力等于它排开液体的重量；不同密度的等质量液体中，比重越大的体积越小，所以比重越大，比重计浸入液体中的体积越小，比重计下沉的高度就越少；在低密度的液体，如煤油、汽油和酒精中，比重计将下沉得更深，在高密度的液体，如盐水、牛奶和酸中，比重计将下沉得浅些。

## 量程
通常，比重计有两种量程，一种用于测量高比重的液体，这种比重计中，刻度 1.000 接近玻璃管的顶部；还有另一种用于测量低比重的液体，这种比重计中，刻度 1.000 接近玻璃管的底部。在某些行业，为了使测量更加精确，通常使用一整套不同量程的比重计：分别用于测量 1.0～0.95 的比重；0.95～0.9 的比重等等。

## 商业用途

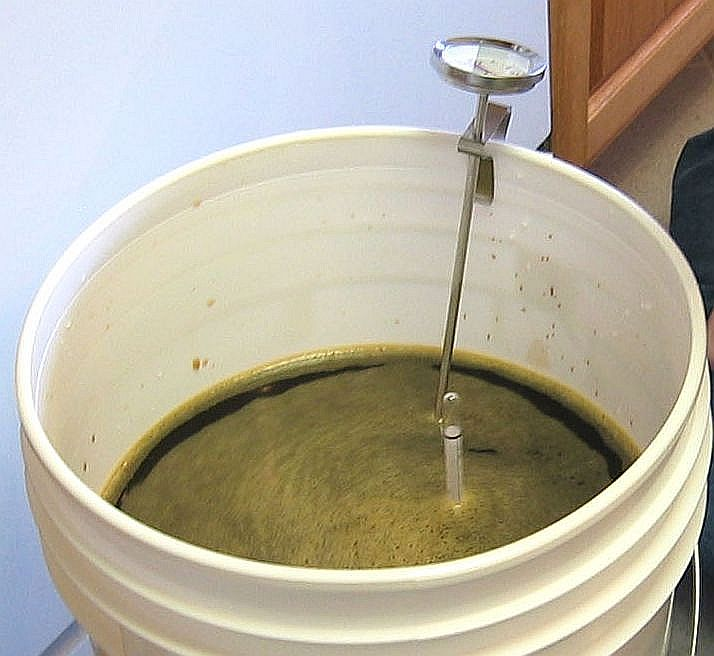
用比重计（还有温度计）来测量自制啤酒的比重。

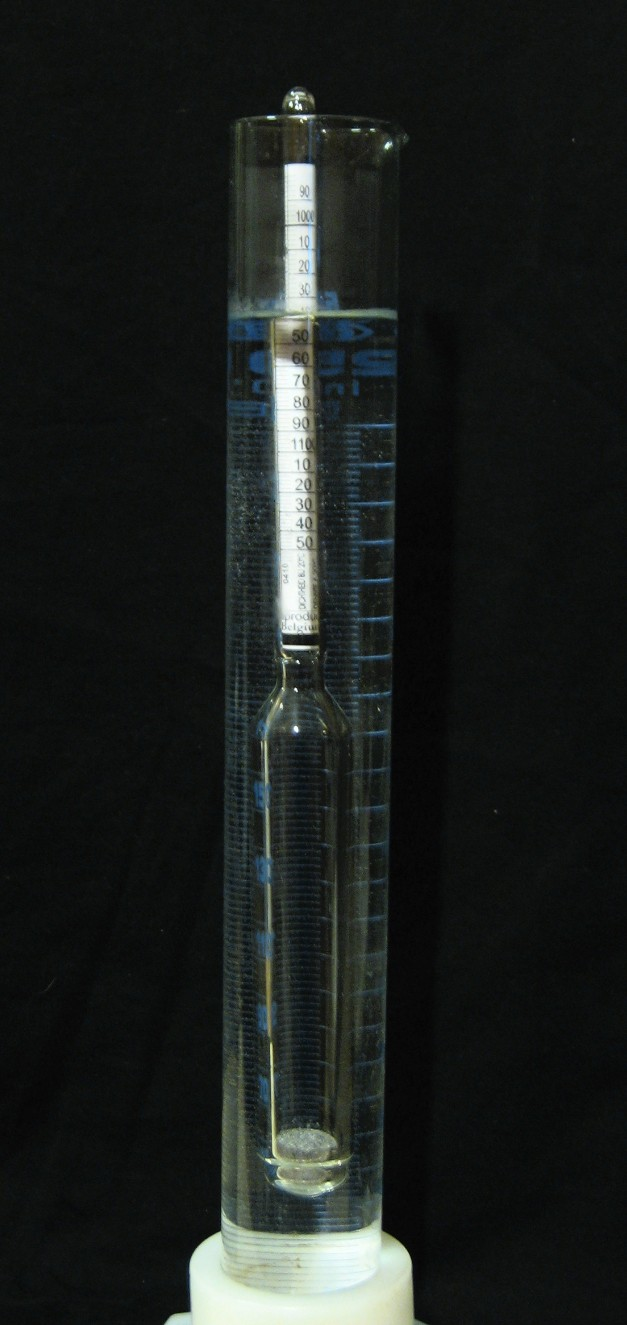
放在糖溶液中的比重计。

糖溶液、硫酸、酒精饮料（如啤酒和葡萄酒）等溶液的商业价值直接由它们的比重所决定，所以在这些行业广泛使用比重计来测量液体的比重。 

### 检乳器
检乳器是用来测量牛奶的比重计。牛奶的比重并不能表示它的组成，因为牛奶中有很多不同的物质，有些比水重而有些比水轻。所以需要另外测出脂肪含量才能知道它的组成。

### 酒精计
酒精计是用来测量液体中的酒精含量的比重计。

### 糖量计
糖量计是用来测量溶液中糖的浓度的比重计。它主要用于酿酒。

### 温差比重计
温差比重计是附有温度计的比重计。它普遍用来测量石油产品的比重。